# Cine Albéniz
El cine Albéniz es una sala de cine situada en la calle Alcazabilla de la ciudad española de Málaga. De propiedad municipal, su gestión está delegada al Festival de Málaga (FMCE), donde se exhiben, entre otros, los fondos de la Cinemateca Municipal. 

## Historia

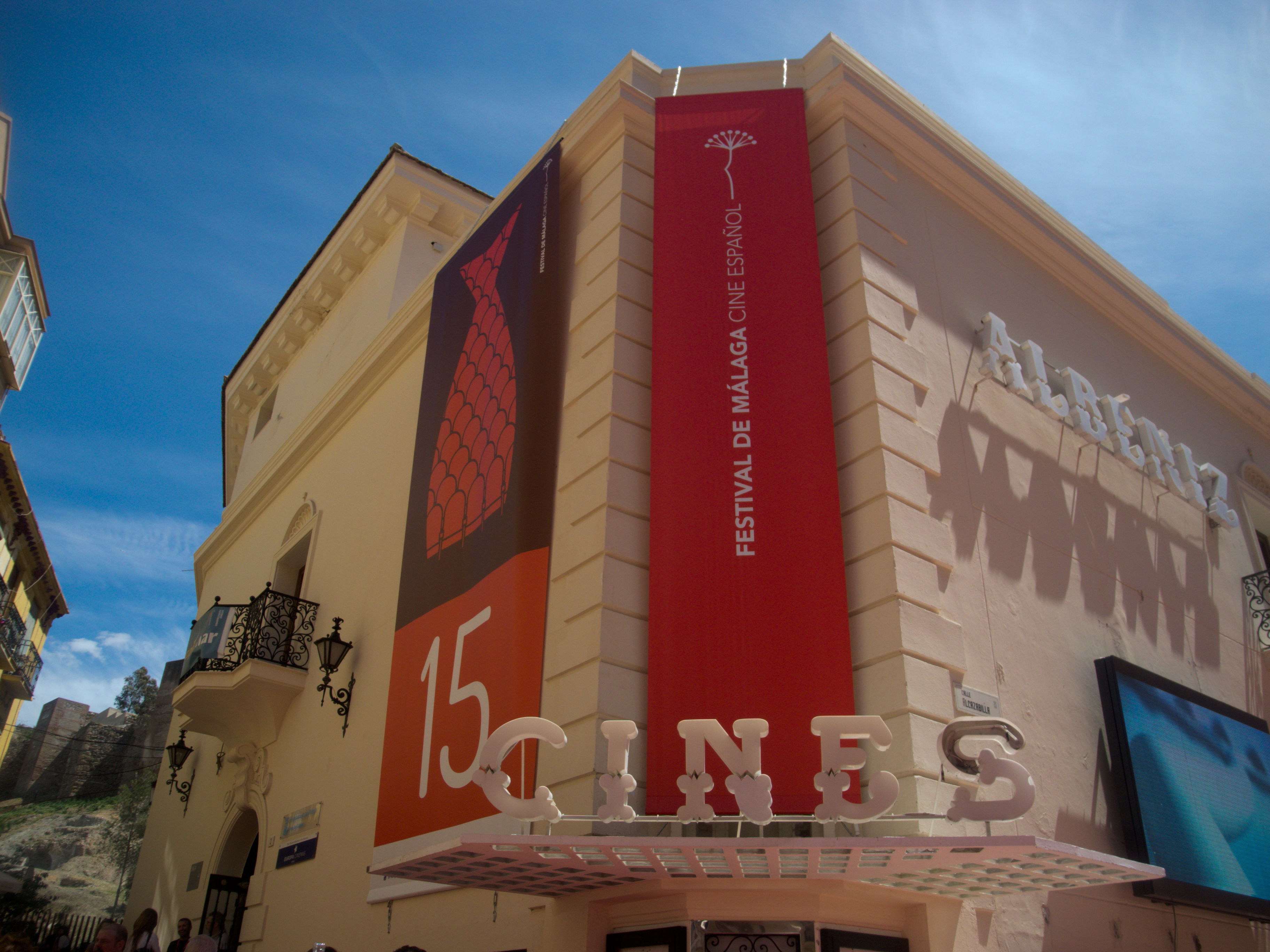
El cine Albéniz durante el 15º Festival de Málaga.

El Teatro Albéniz es un edificio construido en 1945 por el arquitecto y urbanista José González Edo, de estilo  historicista y con reminiscencias de las salas cinematográficas californianas. Abrió sus puertas el 9 de septiembre de 1945 con la opereta titulada "Luna de Miel en El Cairo"; la entrada más cara costaba 10 pesetas. 

En 1952 lo adquiere el productor y exhibidor cinematográfico Francisco Gómez Reyes, empresario marbellí creador del mayor grupo exhibidor de Andalucía con hasta 42 cines desde Algeciras  hasta  Vélez y por el norte hasta Córdoba; también productor junto a José María Forqué. Este empresario hace una profunda rehabilitación y ampliación, transformando de Teatro en salas de cine pero manteniendo viva la decoración del edificio. 
Fue el responsable de un cine que vivió su época dorada entre los años 60 y 70 con los estrenos de las proyecciones a nivel nacional de 'Lo que el viento se llevó' o 'Ben Hur', y también cuando el Albéniz proyectó «en exclusiva en Málaga» las andanzas de Terminator. 
Aun siendo este empresario dueño del cine empieza a colaborar con el Ayuntamiento de Málaga desde mediados de los 90, comenzando su andadura como sede de la Cinemateca Municipal ofreciendo proyecciones de cine independiente en versión original y como importantes colaboradores del Festival de cine de Málaga, dejando el cine Albéniz de manera gratuita hasta su expropiación, siendo su ayuda esencial para las proyecciones cinematográficas expuestas en el Festival de Cine de Málaga. 
Tras ser expropiado por el Ayuntamiento, el propietario no tuvo más remedio que cerrar sus puertas en 2008. Al ser adquirido por el Ayuntamiento de Málaga, se continuó con la misma actividad que el anterior propietario y se volvió a reabrir coincidiendo su reapertura con el 13º Festival de Málaga de Cine Español en 2010.
Se sitúa junto a la ladera del monte Gibralfaro, entre el teatro romano, la alcazaba, la judería y la Plaza de la Merced, en pleno centro histórico.

## Programación y aforo
Su cartelera ofrece especial atención al cine español, europeo, latinoamericano, infantil y a películas extranjeras en versión original, subtituladas al español. No obstante, la sala 1, que cuenta con un aforo de 359 espectadores, incorpora tecnología 3D para la proyección de películas comerciales así como conexión satélite para la retransmisión de óperas y conciertos en directo, y está habilitada para ofrecer espectáculos teatrales. Las salas 2, 3 y 4 tienen aforos de 158, 149 y 54 butacas respectivamente, lo que hace un total de 725 butacas.